# Jeremiah Hill
Jeremiah Hill (Richmond Hill (Georgia), 4 de septiembre de 1995) es un baloncestista estadounidense nacionalizado camerunés que pertenece a la plantilla del Élan Chalon de la LNB Pro A de Francia. Con 1,88 metros de estatura, juega en la posición de base y/o escolta.

## Trayectoria deportiva
Es un base que puede jugar en la posición de escolta formado a caballo entren en la universidad de Savannah State Tigers (2013–2014) y Valdosta State Blazers (2014–2017). Tras no ser drafteado en 2017, jugaría en Jacksonville Giants de la American Basketball Association, un equipo profesional de baloncesto de ligas menores.
El 10 de abril de 2018, Hill firmó con Lakeland Magic con el que disputa 44 partidos de la Liga de Desarrollo de la NBA, promediando 7 puntos por partido.
En verano de 2019, disputa 3 partidos con Orlando Magic en la Liga de Verano de la NBA en la ciudad de Las Vegas.
En julio de 2019, Hill firmó con B.C. Astana de la Liga Nacional de Baloncesto de Kazajistán, en el que jugaría 18 partidos promediando 12.50 puntos por encuentro.
En la temporada 2021-22, firma por el Parma Basket de la VTB United League. En el tramo final de la temporada firma por el BCM Gravelines-Dunkerque de la LNB Pro A.
El 22 de julio de 2022, firma por el Real Betis Baloncesto de la Liga Endesa. En 12 jornadas disputadas promedia 20 minutos por partido en los que anota 9 puntos de media, 3,2 rebotes, 2,4 asistencias y un 7,5 de valoración.
El 5 de enero de 2023, firma por el Bàsquet Girona de la Liga Endesa.
Jeremiah Hill se unió al Runa Moscow de la VTB League al comienzo de la temporada 23-24, pero en abril de 2024 pasó al Ironi Nes Ziona B.C. de la Ligat ha'Al de Israel.
El 22 de julio de 2024 fichó por el Élan Chalon de la LNB Pro A de Francia.

## Selección nacional
Hill es miembro de la selección de baloncesto de Camerún, con la que disputó el Torneo Africano de Preclasificación Olímpica FIBA 2023 y el Torneo Preolímpico FIBA 2024.